# Суюндюково (Караідельський район)
Суюндю́ково (рос. Суюндюково, башк. Һөйөндөк) — присілок у складі Караідельського району Башкортостану, Росія. Входить до складу Куртликульської сільської ради.
Населення — 158 осіб (2010; 216 у 2002).
Національний склад:
- татари — 83 %